# Nino Bixio
Gerolamo Nino Bixio (Chiavari, Genova mellett, 1821. október 2. – Acsin, Szumátra, 1873. december 14.) olasz tábornok.

## Életútja
1835-ben a szárd kereskedelmi tengerészeti szolgálatba lépett, beutazta Amerikát és Ausztráliát, és lassanként hajóskapitányi rangra emelkedett. Az 1848-as szabadságharc kitörésekor az olasz felkelő csapatokhoz csatlakozott, részt vett Velence, szintúgy Garibaldi alatt Róma védelmezésében, és minthogy e küzdelmekben megsebesült, visszavonult Genovába, ahol 1850-ben ismét tengerész lett. Az 1859-es háborúban mint őrnagy egy alpesi vadászcsapatot vezérelt, és a villafrancai béke megkötése után ezredessé nevezték ki. 1860-ban Garibaldit Szicíliába követte, és mint a marsalai ezer vitéz egyike, kiváló részt vett Szicília és Nápoly felszabadításában. Küzdött Calatafiminál és Palermónál, elfoglalta Reggiót, és eldöntötte a Volturno mellett kivívott győzelmet. 1862-ben tábornoki ranggal az olasz hadseregbe lépett, 1863-ban Alessandria parancsnokává lett, 1865-ben pedig tagja az olasz parlamentnek. Az 1866-os hadjáratban mint dandárparancsnok szerepelt, szintúgy 1871-ben, amidőn Civitavecchia megszállása után Róma bevételének tanúja volt. Ekkor rövid időre visszavonult a magánéletbe, de már 1873-ban Maddaloni nevű hajóján Szumátrába utazott, és ott bérbe adta hajóját a holland kormánynak az acsini hadjáratra. Eközben kapta meg a kolerát, mely halálát okozta.
Életrajzát megírta Guerzoni (2, kiadás Flor. 1875., 2 kötet). Magyar nyelven írt rövid életrajzait a Vasárnapi Ujság (1874. 3.) és Magyarország és a Nagyvilág (1874. 3.) közölték. újabb életrajza Delvecchiótól: Cenni biografiai di Nino Bixio (Genova, 1887). Bixio a magyar emigráció számos tagjával is baráti viszonyban állott, különösen azokkal, akik Garibaldi 1860-os expedíciójában részt vettek, elsősorban gróf Teleki Sándorral, aki Emlékirataiban több helyen megemlékezett róla.

## Forrás
- Bixio. In  A Pallas nagy lexikona. Szerk. Bokor József. Budapest: Arcanum – FolioNET. 1998.  ISBN 963 85923 2 X